# Kurt Busch (Rennfahrer)
Kurt Busch (* 4. August 1978 in Las Vegas, Nevada) ist ein ehemaliger US-amerikanischer Automobilrennfahrer. Er gewann den NASCAR Nextel Cup 2004.

## Karriere
Busch begann in der NASCAR Autozone Elite Division Southwest Tour mit der 1998 Winter Heat Series im Tucson Raceway Park. Durch die letztlich tödlichen Folgen eines Drive-by-Shootings gegen Chris Trickle erhielt er dessen Wagen mit der Startnummer 70 des Teams Star Nursery und wurde 1999 Meister der AutoZone Elite Division Southwest Series. Bei einer folgenden Probefahrt konnte Busch sich durchsetzen und bekam so einen Platz in der Craftsman Truck Series bei Roush Racing.
Am 24. September 2000 fuhr er mit 21 Jahren sein erstes Rennen im Winston Cup (seit 2008 Sprint Cup). In seiner ersten Saison erreichte er in sieben Rennen als bestes Resultat einen 13. Platz. Bei einem achten Rennen wäre dies laut NASCAR-Regularien seine Rookiesaison gewesen.
2001 wurde er mit sechs Platzierungen in den Top 10 und 35 von 36 gefahrenen Rennen Rookie des Jahres. Eine Pole-Position in Darlington komplettierte seine erste komplette Saison, die er auf Platz 27 beendete.
2002 und 2003 folgten je vier Rennsiege und 20 bzw. 14 Platzierungen in den Top 10, was 2002 fast zur Meisterschaft führte, am Ende sprangen Platz drei und elf der Meisterschaft heraus. 2004 gewann Busch zwar nur drei Rennen, seine 21 Platzierungen in den Top 10 bei nur drei Ausfällen führten ihn jedoch zum Titel. 2005 und 2006 beendete er auf den Plätzen zehn und 16, wobei er in seiner sechsten kompletten Saison mit sechs Poles mehr Frontstartplätze erreichte als in seiner bisherigen Karriere.
In der Saison 2007 reichte es nur zu Platz 18 der Gesamtwertung. In den Jahren 2008, 2009 und 2010 gelang es Busch jedoch sich für die Chase for the Sprint Cup zu qualifizieren. In diesen drei Jahren gelang es ihm drei Sprint-Cup-Rennen zu gewinnen.
2011 strukturierte Roger Penske sein Rennteam um. Brad Keselowski wurde nun als erster Fahrer verpflichtet und ersetzte Kurt Busch im blauen #2 Miller-Lite Dodge. Keselowskis vorheriges Fahrzeug, die #12, wurde zur #22 umgewandelt und jetzt von Busch pilotiert. Gleichzeitig wurde das Arbeitsverhältnis mit Sam Hornish Jr. beendet und seine #77 nicht mehr weiterverwendet. Nach einer durchwachsenen Saison wurde Busch schließlich gekündigt, da er nach einer Reihe von erfolglosen Rennen aus Frust einen Kameramann des Sportsenders ESPN in der Boxengasse beschimpft sowie obszöne Handzeichen gegenüber seinen Mechanikern gegeben hatte. Sein Fahrzeug übernahm A. J. Allmendinger. Insgesamt hatte Kurt Busch mit Penske Racing 16 Rennen gewonnen, vierzehn mit der #2 und zwei mit der #22.
2012 fuhr er die #51 für das von Hendrick Motorsports unterstützte Phoenix Racing Team. Busch konnte keinerlei Siege erringen und wurde zusätzlich gleich zweifach während der Saison suspendiert. Einmal, da er nach einer Kollision mit seinem früheren Teamkollegen Ryan Newman dessen Fahrzeug in der Boxengasse gestreift und dabei fast ein Mitglied Newman’s Boxencrew verletzt hätte, und zum anderen aufgrund von mehreren NASCAR-Regelbrüchen, da Busch mehrmals öffentlich geflucht hatte, was laut den NASCAR-Vorschriften streng untersagt ist. Busch trat ebenfalls in der Nationwide-Serie an, in der er ein Rennen gewinnen konnte. Noch während der Saison wurde Busch erneut entlassen und ironischerweise durch Ryan Newman ersetzt.
Den Rest des Rennjahres 2012 sowie die volle Saison 2013 bestritt Busch für Furniture Row Racing. Er fuhr dort den Wagen mit der Startnummer 78 und konnte in etwas mehr als einem Jahr deutlich mehr Erfolge erzielen als sein Vorgänger Regan Smith. Siege konnte er aber auch hier nicht erreichen.
Das Jahr 2014 sollte für Busch ein Neuanfang werden. Er verließ Furniture Row Racing, welche an seiner Stelle Martin Truex Jr. verpflichteten und wurde bei Stewart-Haas-Racing angestellt. Er pilotiert dort das neu angemeldete Fahrzeug mit der #41. War seine Teilnahme 2014 noch komplett durch private Gelder von Gene Haas finanziert konnte ab 2015 der Energy-Drink-Hersteller Monster Energy als Sponsor gewonnen werden. Er konnte in seinem ersten Haas-Jahr zwar keine Siege vorweisen, empfahl sich aber durch viele Ankünfte in den Punkterängen noch einmal für höhere Aufgaben.
2015 wurde Busch für die ersten drei Rennen suspendiert, da er des Missbrauchs an seiner Ex-Freundin beschuldigt wurde. An seiner Stelle trat Regan Smith an, dem jedoch keine nennenswerten Ergebnisse gelangen. Trotz dieses verpassten Saisonstarts startete Busch durch, gewann zwei Rennen und beendete die Saison schließlich auf Platz 8 in der Gesamtwertung. Er hatte bis zum letzten Rennen mathematisch noch die Chance, Meister zu werden.
Die Saison 2016 begann Busch mit konstant guten Ergebnissen, noch nie hatte jemand so viele Rennen nach dem Saisonbeginn in Folge beendet, ohne mit einer Runde Rückstand gewertet zu werden. Seinen einzigen Saisonsieg erzielte er in Pocono. Er beendete die Saison auf dem siebten Platz.
Er konnte 2017 zum ersten Mal das Daytona 500 gewinnen.

## Kontroversen

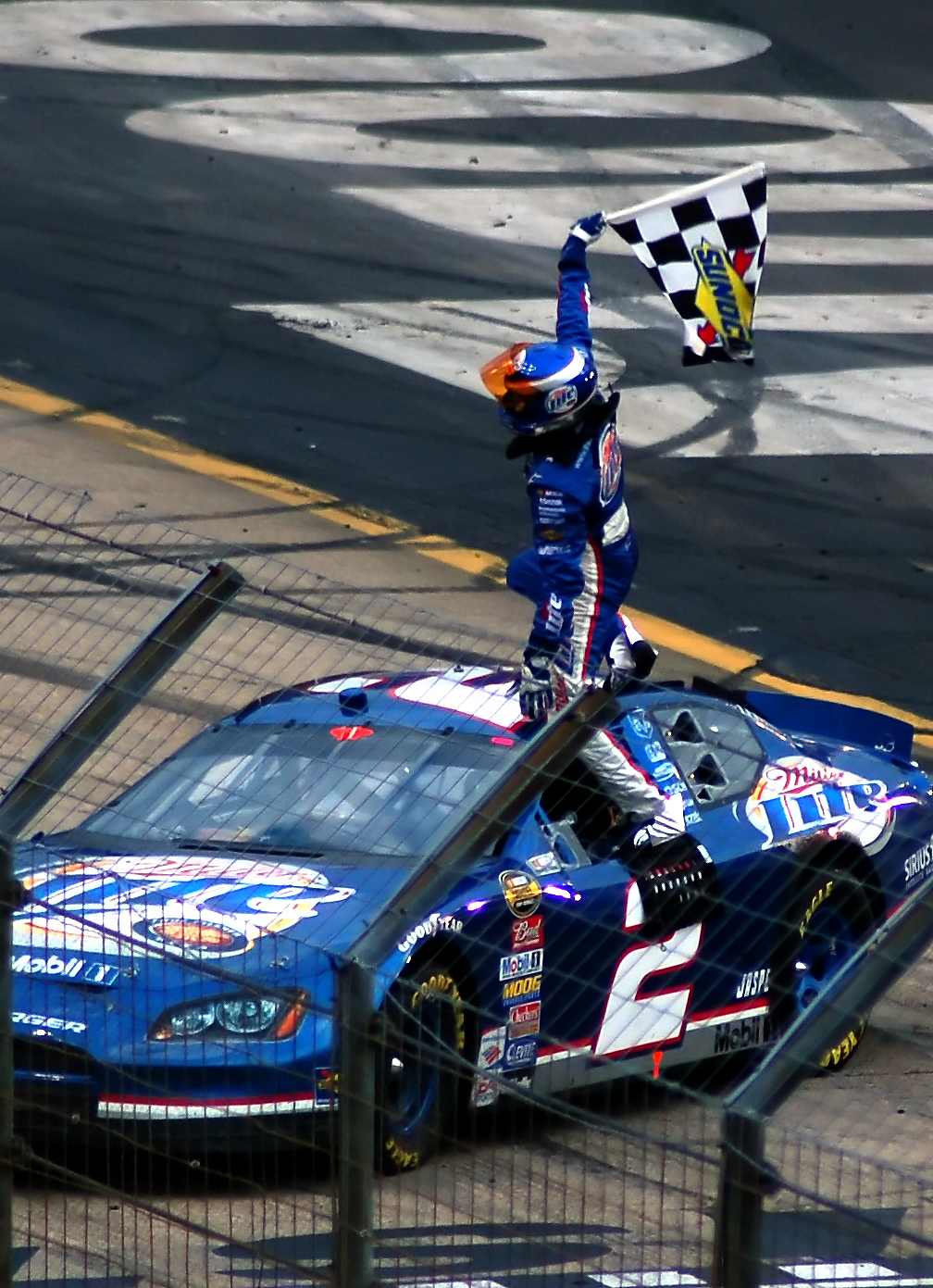
Kurt Busch nach seinem Sieg beim Food City 500 im Jahre 2006.

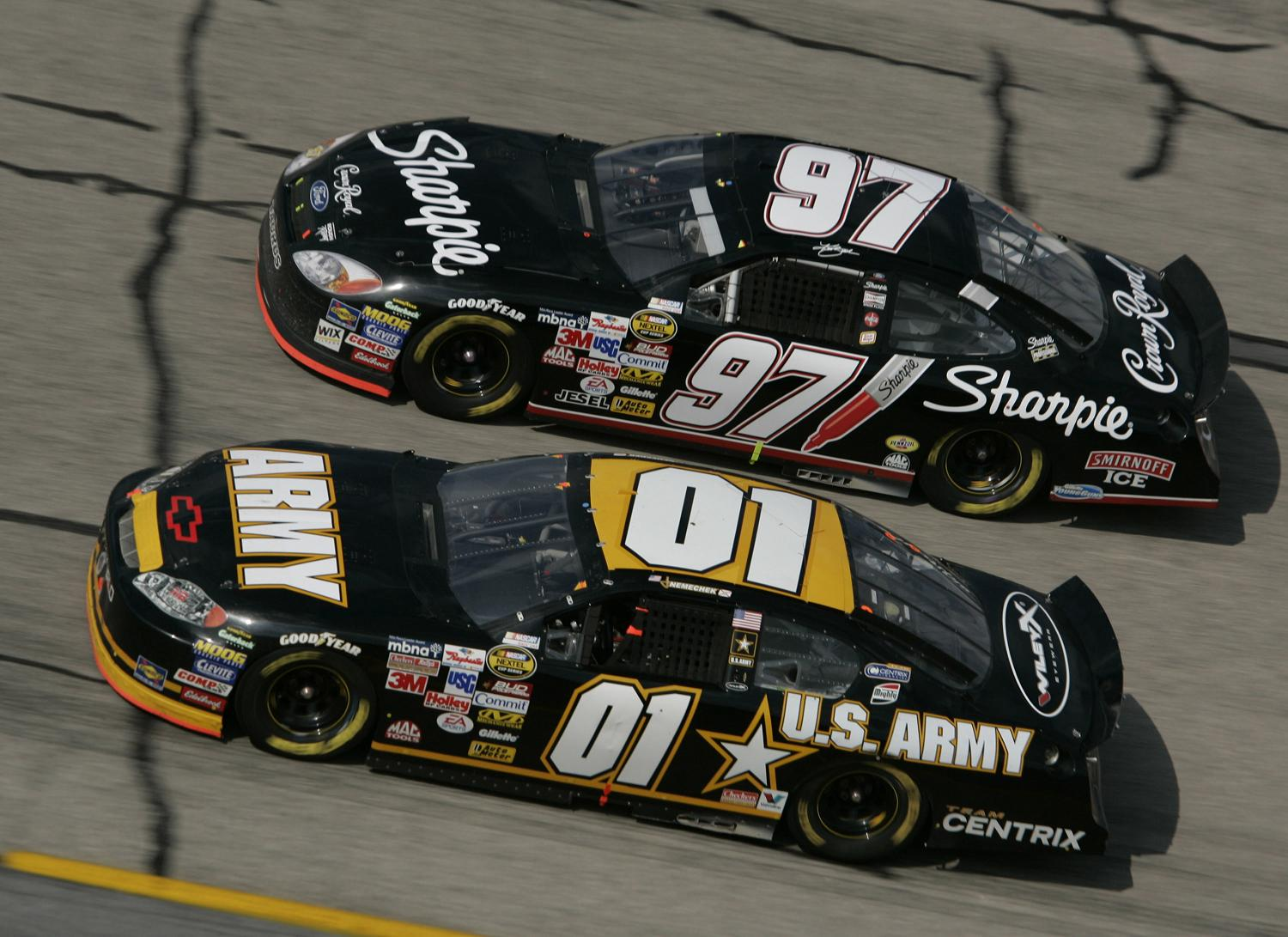
Busch (#97) und Joe Nemechek auf dem Talladega Superspeedway im Jahre 2005.

2003 hatten Busch und Jimmy Spencer auf dem Michigan International Speedway einige Auseinandersetzungen auf der Rennstrecke, woraufhin Spencer in Buschs Rennwagen eindrang und ihm auf die Nase schlug. Vorausgegangen waren offensichtlich einige Beleidigungen seitens Buschs. Die Kontroverse beeinträchtigte seine Popularität bei den Fans signifikant.
Am 11. November 2005 wurde Busch wegen Trunkenheit am Steuer und rücksichtslosen Fahrens in Maricopa County angehalten. Sein Team Roush Racing suspendierte ihn daraufhin von den letzten zwei Rennen der Saison. Der Vorwurf der Betrunkenheit stellte sich Monate später als nicht haltbar heraus, wegen rücksichtslosen Fahrens wurde Busch zu einer minder schweren Strafe verurteilt.
Am 4. Juni 2007, beim Nextel-Cup-Rennen in Dover, fuhr Busch nach einem Unfall auf der Strecke absichtlich in die falsche Box und rammte Tony Stewart. Dabei hätte er beinahe einen Mann der Boxencrew angefahren, der an Stewarts Auto gearbeitet hat. Kurz darauf, am 8. Juni 2007, wurden ihm 100 Punkte abgezogen, zudem musste er 100.000 Dollar Strafe zahlen. Busch war bis zum 31. Dezember 2007 unter Kontrolle. Bei weiteren Vergehen hätte er für einige Rennen gesperrt werden können.
Am 20. Februar 2015, zwei Tage vor dem Start der Saison in Daytona, wurde Kurt Busch aufgrund einer Anklage wegen häuslicher Gewalt auf unbestimmte Zeit suspendiert. Die Suspendierung wurde zum Rennen in Phoenix, dem vierten Saisonlauf 2015 aufgehoben.

## Besonderheiten
- Busch ist einer von 20 Fahrern, die in den drei höchsten NASCAR-Rennserien (Sprint Cup, Nationwide Series und Craftsman Truck Series) jeweils mindestens ein Rennen gewonnen haben.
- Am 16. März 2003 wurde Busch in der knappsten Zielankunft in der Geschichte der NASCAR Zweiter. Auf dem Darlington Raceway lieferte er sich zwei Runden lang einen engen Kampf mit Ricky Craven, der 0,002 Sekunden vor ihm die Ziellinie überquerte. Beide Autos waren ineinander verkeilt.

## Statistik

### Einzelergebnisse in der IndyCar Series
| Jahr | Team               | 1   | 2   | 3   | 4   | 5    | 6   | 7   | 8   | 9   | 10  | 11  | 12  | 13  | 14  | 15  | 16  | 17  | 18  | Punkte | Rang |
| ---- | ------------------ | --- | --- | --- | --- | ---- | --- | --- | --- | --- | --- | --- | --- | --- | --- | --- | --- | --- | --- | ------ | ---- |
| 2014 | Andretti Autosport | STP | LBH | ALA | IMS | INDY | DET | DET | TXS | HOU | HOU | POC | IOW | TOR | TOR | MDO | MIL | SNM | FON | 80     | 25.  |
| 2014 | Andretti Autosport |     |     | 610 |     |      |     |     |     |     |     |     |     |     |     |     |     |     |     | 80     | 25.  |

(Legende)